# Eric Kwong
Kwong Hoi Fung, bekannt als Eric Kwong, (* 23. Oktober 1982 in Hongkong) ist ein hongkong-chinesischer Autorennfahrer. Er gewann 2012 die Hong Kong Touring Car Championship.

## Karriere
Kwong begann seine Motorsportkarriere 2009 sowohl im Tourenwagen-, als auch im Formelsport. Kwong startete in der Hong Kong Touring Car Championship und der China Touring Car Championship sowie in der China Formula Campus Challenge. Seit 2010 liegt sein Hauptaugenmerk auf der Hong Kong Touring Car Championship. In dieser erreichte er 2010 den dritten Platz der N2000-Wertung. 2011 gewann Kwong zwei Rennen der Hong Kong Touring Car Championship und wurde in einem Honda Accord Zweiter in der Kategorie Super Production. Zudem erreichte er mit einem Sieg den dritten Gesamtrang der asiatisch-pazifischen Ferrari Challenge. 2012 entschied Kwong die Hong Kong Touring Car Championship mit fünf Siegen für sich. Er pilotierte abermals einen Honda Accord. Darüber hinaus wurde er 2012 Zwölfter im chinesischen Audi R8 LMS Cup.
2012 gab Kwong ebenfalls sein Debüt im internationalen Motorsport. Für das Look Fong Racing Team nahm er an der Veranstaltung der Tourenwagen-Weltmeisterschaft (WTCC) in Shanghai teil. Er fuhr dabei einen Chevrolet Cruze.

## Persönliches
Kwong ist verheiratet.

## Karrierestationen
| - 2009: Hong Kong Touring Car Championship - 2009: China Touring Car Championship - 2009: China Formula Campus Challenge (Platz 9) | - 2010: Hong Kong Touring Car Championship, N2000 (Platz 3) - 2011: Hong Kong Touring Car Championship, Super Production (Platz 2) - 2011: Asiatisch-pazifische Ferrari Challenge (Platz 3) | - 2012: Hong Kong Touring Car Championship (Meister) - 2012: Chinesischer Audi R8 LMS Cup, (Platz 12) - 2012: WTCC |